# Сопло Вентури

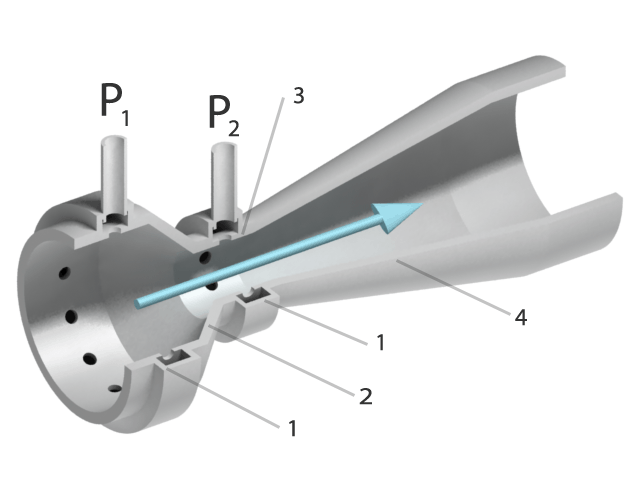
Длинное сопло Вентури

Сопло Вентури (Трубка Вентури, труба Вентури, расходомер Вентури) — устройство для измерения расхода или скорости потока газов и жидкостей, представляющее собой трубу с горловиной, включаемую в разрыв трубопровода. Имеет наименьшие потери давления среди сужающих поток расходомеров. Названа по имени итальянского учёного Дж. Вентури.

## Принцип действия
В основе принципа действия сопла Вентури лежит эффект Вентури — явление уменьшения давления в потоке жидкости или газа, когда этот поток проходит через суженный участок трубы, что, в свою очередь, является прямым следствием действия закона Бернулли.

## Конструкция
Сопло Вентури состоит из входного конуса конфузора (2), горловины (3) и диффузора (4). Для выравнивания давления на периферии горловина и входной конус имеют кольцевые усредняющие камеры (1), в нижней части которых устанавливают приспособления для спуска жидкости. Если конечный диаметр диффузора меньше диаметра трубопровода, то труба называется короткой, если равен — длинной. Отводы от трубы подключают к дифференциальному манометру. Расход определяется выражением:
{\displaystyle Q={\frac {CA_{2}}{\sqrt {1-\left({\frac {A_{2}}{A_{1}}}\right)^{2}}}}{\sqrt {2{\frac {P_{1}-P_{2}}{\rho }}}},}
где
Q — объемный расход жидкости,
C — экспериментальный коэффициент, отражающий потери внутри расходомера,
A1 и A2— площади сечения трубопровода и горловины соответственно,
ρ — плотность жидкости или газа,
P1 и P2 — статические давления на входе трубы и в горловине.
В случае измерения расхода газа в выражение вводят коэффициент сжимаемости газа.

#### Материалы для изготовления сопла Вентури
Суживающее устройство должно быть изготовлено из коррозионно-эрозионно-стойкого по отношению к среде материала, температурный коэффициент линейного расширения которого известен в диапазоне изменения температуры среды. Наибольшее распространение приобрели нержавеющие стали. К их числу относятся стали марок 14Х17, 10Х23Н13 и 12Х18Н10Т.

## Применение

сопло Вентури в системе газоочистки доменного газа. Находится по направлению потока газа за скруббером. Трубка Вентури показана стрелочкой.

Применяется в трубопроводах диаметром от 50 до 1200 мм, при этом отношение сечений горловины и трубопровода должно лежать в пределах от 0,1 до 0,6. Применяется при числах Рейнольдса свыше 2⋅104. Потери напора при использовании трубы Вентури составляют от 5 до 20 %, погрешность измерения в диапазоне 2—10 %.

### Сопло Вентури в скоростных газоочистителях
Скоростные газопромыватели используются, главным образом, для очистки газов от микронной и субмикронной пыли. Принцип действия этих аппаратов базируется на интенсивном дроблении газовым потоком, движущимся с большой скоростью (обычно около 60…150 м/с, но может доходить и до 430 м/с), орошаемой жидкости. Осаждению частичек пыли на капельках жидкости способствует турбулентность газового потока и высокие относительные скорости между уловленными частичками пыли и капельками.
Наиболее распространённым аппаратом этого класса является скруббер Вентури, являющийся наиболее эффективным из влажных пылеуловителей, используемых в промышленности. Основная часть скруббера Вентури, с целью снижения гидравлических потерь, выполняется в виде трубы Вентури.

### Сопло Вентури в инжекторных системах

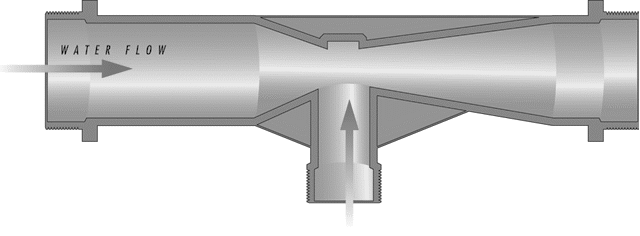
Инжектор Вентури

Инжектор — вид струйного насоса для сжатия газов и паров, а также нагнетания жидкости. Инжектором жидкость, газ или пар нагнетается в ёмкости с повышенным давлением.
Принцип работы инжекторов основан на преобразовании кинетической и тепловой энергии рабочего потока в потенциальную энергию смешанного (рабочего и инжектируемого) потока. Струйный насос используется для подачи питательной воды в паровые котлы, для приготовления и подачи химических растворов в системах орошения и внесения удобрений.